# Айдин Нукич
Айдин Нукич (босн. Ajdin Nukić, нар. 26 грудня 1997) — боснійський футболіст, правий захисник «Тузли Сіті».

## Клубна кар'єра
Розпочав грати у футбол в нижчоліговому клубі «Славен» (Живиниці), а 2018 року приєднався до клубу боснійської Прем'єр-ліги «Тузла Сіті».

## Міжнародна кар'єра
6 червня 2021 року Нукич дебютував у збірній Боснії і Герцеговини в товариському матчі проти Данії (0:2), замінивши Андрея Джокановича на 78-й хвилині. Загалом того року зіграв у трьох матчах за збірну.